# Богарне, Эмилия Луиза
Эмилия Луиза Богарне (фр. Emilie-Louise de Beauharnais), в замужестве графиня де Лавалетт (comtesse de Lavalette; 8 января 1781 — 18 июня 1855) — супруга одного из видных наполеоновских сподвижников графа Лавалетта, спасшая его из тюрьмы и получившая от Наполеона прозвание «Европейская героиня».

## Биография
Дочь генерал-лейтенанта маркиза Франсуа де Богарне (1756—1846) от его брака с двоюродной сестрой Марией-Анной-Франсуазой де Богарне (1757—1822). По отцу была племянницей Александра де Богарне, первого мужа императрицы Жозефины. После развода родителей (1793) воспитывалась в знаменитом пансионе мадам Кампан, где обучалась ее двоюродная сестра Гортензией Богарне и Каролина Бонапарт.
В юности была влюблена в Люсьена Бонапарта, но Наполеон выдал её замуж за своего адъютанта Антуана Лавалетта (1769—1830). Их свадьба состоялась 22 апреля 1798 года, через восемь дней после знакомства и перед самым началом египетской экспедиции. После возвращения во Францию из Египта Лавалетт быстро возвысился. Он сделал успешную карьеру по гражданской службе и в 1808 году получил графский титул.
Жена его, Эмилия, была проста и кротка и в период первой империи состояла придворной дамой при императрице Жозефине, с 1800 года фрейлиной, а с 1804 года — обер-фрейлиной, но после её развода с Наполеоном (1809) она покинула двор. Будучи примерной женой и матерью, графиня Лавалетт посвятила себя воспитанию единственной дочери. После Ста дней граф Лавалетт был отдан под суд бурбонской реставрацией. Его обвиняли в том, что он содействовал возвращению Наполеона в Париж и приговорили к смертной казни. Все попытки его жены и друзей, маршала Мармона и герцога Паскье, не могли уговорить Людовика XVIII отменить казнь. Он так упорствовал, что даже отказался заменить гильотину расстрелом, о чем просил сам граф Лавалетт, вспомнив, что он в прошлом был офицером.
Видя, что ей больше нечего надеяться на королевское милосердие, графиня Эмилия решила устроить мужу побег из тюрьмы Консьержери. Накануне казни, 20 декабря 1815 года, пользуясь своей болезнью (в октябре она родила мертвого ребёнка) и тем, что её приносили в тюрьму в закрытом паланкине, она отправилась вместе с дочерью на последние свидание с мужем, во время которого обменялась с ним одеждой. Обманув охрану, граф Лавалетт с дочерью покинул тюрьму, во дворе они сели в паланкин, после чего пересели в кабриолет и благополучно прибыли в дом Брессона. Оставшись в тюрьме, Эмилия вступила в борьбу с тюремщиком, который случайно заглянул в арестантскую келью, чем смогла выиграть время.
Весь официальный Париж пришел в бешенство от её поступка. Узнав об этом, король сказал Деказу: «Смотрите, еще скажут, что мы тайно устроили бегство». Проведя неделю в кабинете министерства иностранных дел, где никто и не думал искать графа Лавалетта, при содействии княгини Водемон и помощи трёх английских генералов он выбрался из Парижа и достиг нидерландской границы. В тюрьме графиня Лавалетт провела месяц и прошла через несколько допросов. Во время процесса над
английскими генералами она выступала свидетельницей, после чего сошла с ума. Когда граф Лавалетт был прощен и в 1822 году вернулся во Францию, то жена его не узнала. Она была тяжело больна и впадала то в тихое, то в буйное помешательство. Всю оставшуюся жизнь он посвятил уходу за ней.
После его смерти, графиня Эмилия жила в доме дочери, где и умерла в июне 1855 года все в том же бессознательном положении. По семейному преданию, она сошла с ума не от перенесенных при спасении мужа волнений, а от того, что случайно нашла в его письменном столе доказательства его измены. Похоронена графиня Лавалетт на кладбище Пер-Лашез в Париже. Увлекательный побег графа Лавалетта стал знаменитой историей, а его жена европейской героиней. Стендаль упомянул о них в своем романе «Красное и чёрное» (1830); драматург Эмиль Моро в 1899 году написал пьесу «Madame de Lavalette», которая с большим успехом шла в Парижском театре «Vaudeville», а граф Флери издал подробный рассказ о жизни и подвиге графине Эмилии.
Дочь Жозефина (1802—1886) в 1817 году вышла замуж за барона Франсуа де Фарже (1787—1836). Брак не был счастливым и в 1830 году супруги расстались. Барон Фарже покончил жизнь самоубийством в 1836 году, пытаясь склонить к смерти и своего младшего сына. После смерти мужа Жозефина состояла в любовной связи с Э. Делакруа и появлялась в его дневниках под таинственной буквой «J» в течение 30 лет. Скончалась в Париже в 1886 году.